# Aleisha Cline
Aleisha Cline (* 10. September 1970 in Calgary) ist eine ehemalige kanadische Freestyle-Skierin. Sie war auf die Disziplin Skicross spezialisiert.

## Biografie
Cline nahm in den späten 1990er Jahren erstmals an Skicross-Rennen teil. Bei den Winter-X-Games konnte sie in den Jahren 1999, 2001, 2003 und 2003 gewinnen, während sie im Jahr 2004 Zweite wurde. Ihr Debüt im Freestyle-Weltcup hatte sie am 30. November 2002. Beim ersten Skicross-Weltcuprennen der Geschichte fuhr sie hinter Magdalena Iljans auf den 2. Platz. Den ersten Weltcupsieg konnte sie am 11. Januar 2004 in Pozza di Fassa feiern, der zweite sechs Wochen später in Naeba. Hinzu kamen zwei weitere Podestplätze.
Am Ende der Saison 2003/04 trat Cline vom Spitzensport zurück und wurde Mutter zweier Kinder. Nachdem Skicross zur olympischen Disziplin erklärt worden war, versuchte sie Ende 2008 ein Comeback und konnte sich im Alter von 38 Jahren sogleich wieder an der Weltspitze etablieren. Im Februar 2009 gelang ihr in Cypress Mountain der dritte Weltcupsieg. Zu Beginn der Saison 2009/10 erreichte Cline nicht ganz das Niveau des Vorwinters und verpasste aufgrund der starken teaminternen Konkurrenz die Qualifikation für die Olympischen Spiele. Im März 2010 gelang ihr nochmals eine Weltcup-Podestplatzierung. Nach dem Sieg bei den kanadischen Meisterschaften im selben Monat trat sie endgültig zurück.

## Erfolge

### Weltcup
- Saison 2002/03: 5. Skicross-Weltcup
- Saison 2003/04: 6. Skicross-Weltcup
- Saison 2008/09: 7. Skicross-Weltcup
- 8 Podestplätze, davon 3 Siege:

| Datum            | Ort              | Land    |
| ---------------- | ---------------- | ------- |
| 11. Januar 2004  | Pozza di Fassa   | Italien |
| 21. Februar 2004 | Naeba Ski Resort | Japan   |
| 6. Februar 2009  | Cypress Mountain | Kanada  |

### Winter X Games
- Siegerin Skier X: 1999, 2001, 2002, 2003
- Zweite Skier X: 2004

### Weitere Erfolge
- 2 Podestplätze im Nor-Am Cup, davon 1 Sieg
- 1 kanadischer Meistertitel (2010)